# Mac OS X 10.5
Mac OS X 10.5 (nazwa kodowa Leopard) – system operacyjny firmy Apple Inc., którego premiera odbyła się 26 października 2007, jako następca systemu Mac OS X 10.4.

## Premiera
Światowa premiera trwała 24 godziny, co godzinę Leoparda można było nabyć w kolejnych krajach. Oficjalną godziną premiery w każdym kraju była godzina 18:00 czasu lokalnego. Pierwszym na świecie krajem, w którym odbyła się premiera, była Australia, lecz pierwsze uruchomienie Leoparda w sklepie Apple miało miejsce w Tokio.
W ciągu 2 dni od premiery sprzedano 2 mln egzemplarzy.

## Nowa funkcjonalność
Leopard nosi numer 10.5 i został wydany 2,5 roku po Tigerze (19 miesięcy po Tigerze na procesorach Intela). W porównaniu do Tigera jest bogatszy o ponad 300 nowych funkcji. Jednak zespołowi tworzącemu Leoparda nie udało się umieścić w wersji przeznaczonej do sprzedaży wszystkich zapowiedzianych funkcji, będą one wydane w przyszłości. Jest to ostatnia wersja Mac OS X dla architektury PowerPC a także ostatnia z zamieszczoną emulacją architektury 68k.
Nowe funkcje:
- Uzyskanie zgodności ze standardem POSIX
- Nowa aplikacja Spaces umożliwiająca pracę na wielu pulpitach jednocześnie[5]
- Program do przywracania usuniętych plików – Time Machine
- Program Quick Look umożliwiający szybki podgląd plików
- Wbudowana funkcja nadzoru rodzicielskiego dla każdego utworzonego konta w systemie[6]
- Program Boot Camp umożliwiający instalację innych systemów operacyjnych (np. Windows Vista) na Makach bazujących na procesorach firmy Intel
- Nowy wygląd Docka
- Polska edycja (poprzednie wersje były spolszczone przez SAD.)

## Historia wydań
- 26 października 2007 – Mac OS X 10.5.0 (build 9A581)
- 15 listopada 2007 – Mac OS X 10.5.1 (build 9B18)
- 11 lutego 2008 – Mac OS X 10.5.2 (build 9C31)
- 28 maja 2008 – Mac OS X 10.5.3 (build 9D34)
- 30 czerwca 2008 – Mac OS X 10.5.4 (build 9E17)
- 15 września 2008 – Mac OS X 10.5.5 (build 9F33)
- 15 grudnia 2008 – Mac OS X 10.5.6 (build 9G55)
- 12 maja 2009 – Mac OS X 10.5.7 (build 9J61)
- 5 sierpnia 2009 – Mac OS X 10.5.8 (build 9L30)

## Opakowanie
Pudełko Leoparda jest najmniejsze ze wszystkich wersji OS X. Za literą X jest widoczna purpurowa galaktyka, która jest również domyślną tapetą systemu.

## Leopard w Polsce
Mac OS X 10.5 jest pierwszą wersją systemu OS X dostępną w polskiej wersji językowej.
Pakiet Mac OS X Leopard Family Pack przeznaczony jest do instalacji w domu na maksymalnie 5 stanowiskach.

## Wymagania sprzętowe
- Komputer Apple Macintosh z procesorem Intela, PowerPC G5 lub PowerPC G4 (867 MHz lub szybszym)
- Napęd DVD do instalacji
- 512 MB pamięci RAM
- 9 GB wolnego miejsca na dysku

Obsługiwane komputery:
- iBook G4
- Power Mac G4
- Power Mac G5
- PowerBook G4
- Mac Pro
- MacBook
- Mac mini
- iMac
- eMac